# Kapykułowie

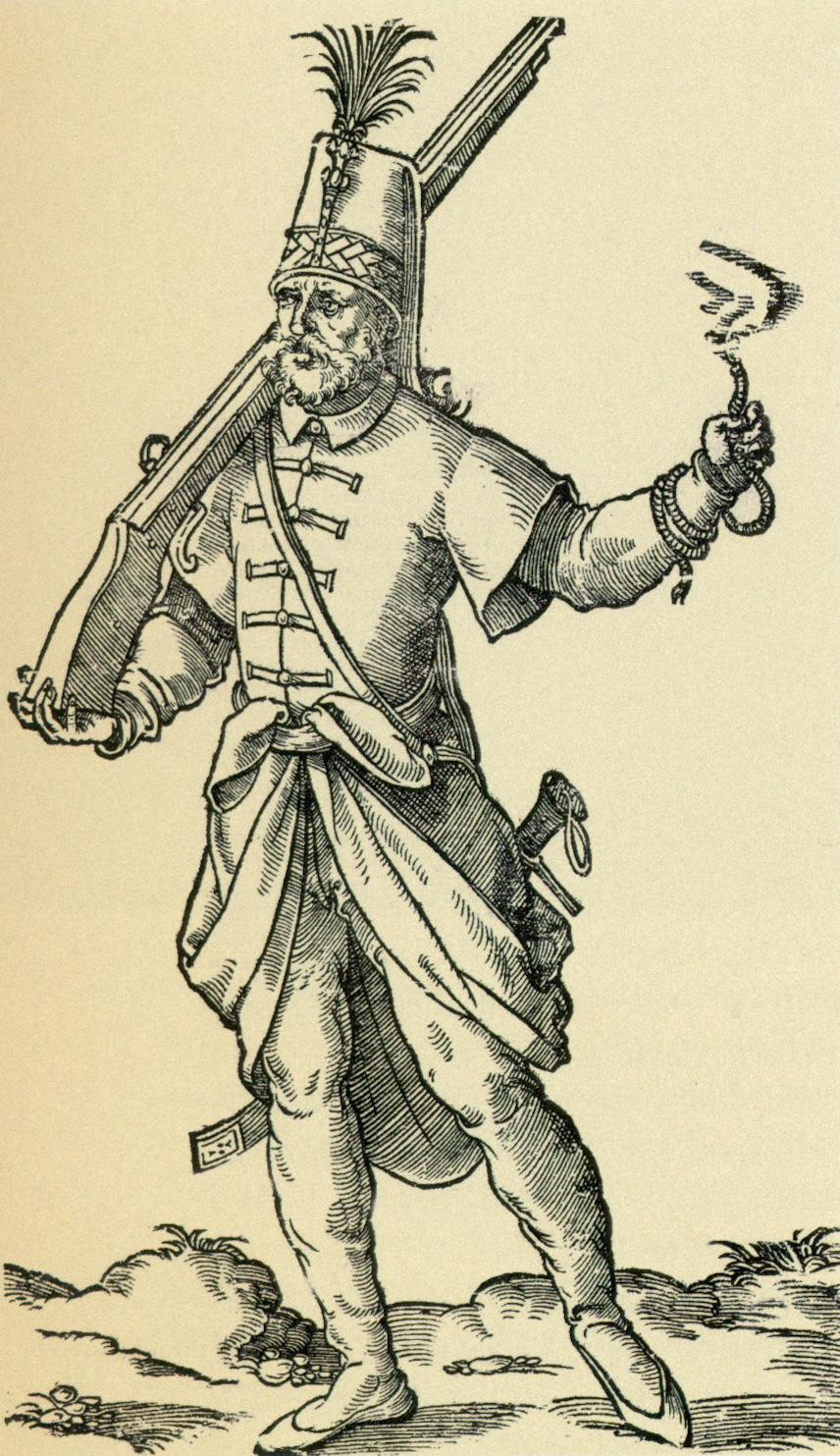
Janczar XVI wiek

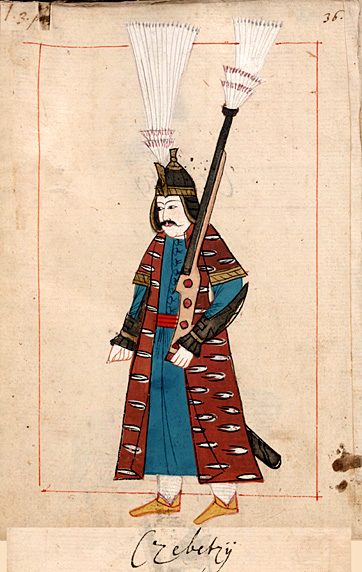
Członek Cebeci - Korpusu Płatnerzy

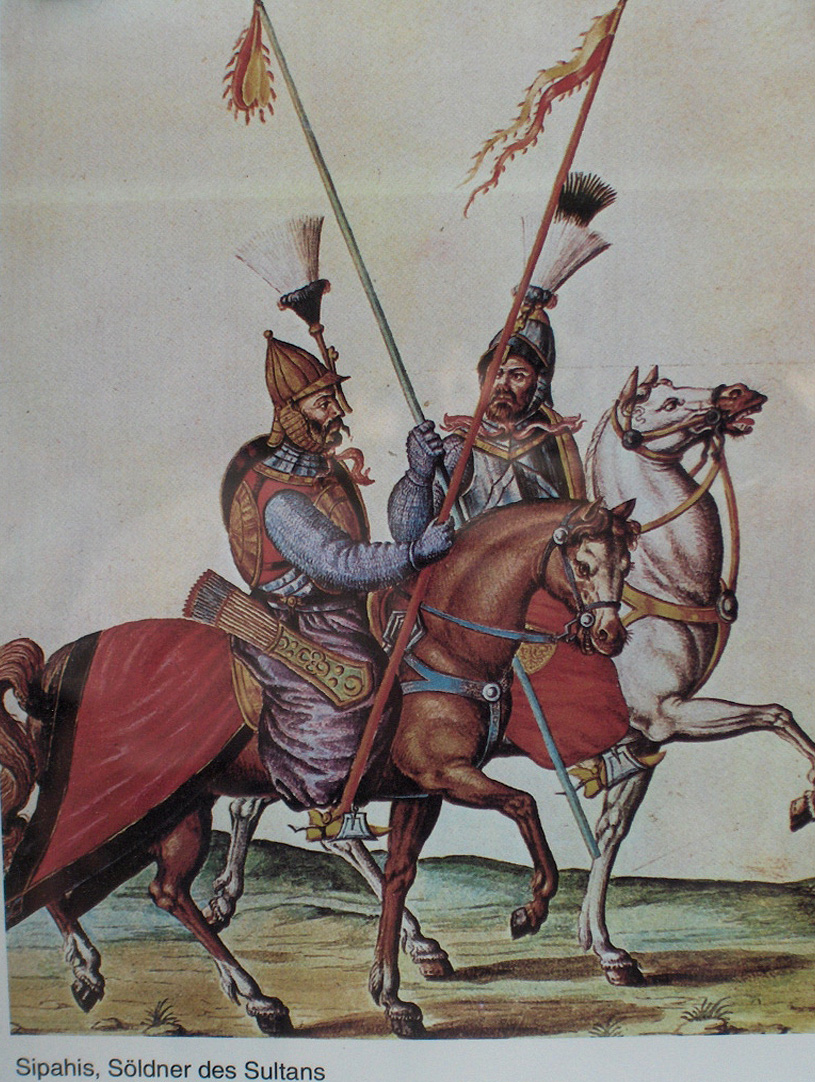
Spahisi pod Wiedniem

Kapykułowie (tur. Kapıkulu, "słudzy dworu", kapy - "brama, dwór", kuł - "niewolnik, sługa", też tur. Kapıkulu askerleri, "askerleri" - "żołnierze") – nazwa wszystkich stałych i regularnych wojsk pieszych i jezdnych na służbie Imperium Osmańskiego podlegających sułtanowi. Jedna z 3 głównych składowych armii osmańskiej obok marynarki oraz sił prowincjonalnych (tur. Eyalet askerleri).

## Organizacja

### Piechota
W skład piechoty (tur. Kapıkulu piyadeleri) należącej do Kapykułu wchodziły następujące jednostki:
- Korpus Janczarów[2]
- grenadierzy (tur. Humbaracı Ocağı, pol. kumbaradży lub pol. granatnicy), później uznawano ich jako część jednostek artylerii[2]
- artyleria (tur. Topçu Ocağı, pol. topczyjowie)[2]
- jednostki transportujące artylerię (tur. Top Arabacılar Ocağı, pol. toparabadżyjowie)[2]
- minierzy (tur. Lağımcılar, pol. lagymdży)[2]
- nosiwodowie (tur. Sakalar), mieli za zadanie dostarczanie napojów, w trakcie bitw zajmowali się rannymi[3]
- Korpus Rekrutów (tur. Acemi Ocağı, "[jeszcze] obcy", pol. adżemi[4]) będący systemem 34 jednostek szkoleniowych którego adepci po 6 latach przygotowań zostawali janczarami[5]
- Korpus Płatnerzy (tur. Cebeci Ocağı, pol. dżebedżijowie), oprócz tworzenia i naprawiania broni tworzyli własną jednostkę taktyczną, w 1574 było to 625 żołnierzy dołączonych do artylerii, z czasem ich liczba wzrosła na tyle że każdy duży garnizon miał ich w swoich szeregach[3]

### Kawaleria
Elitarna kawaleria Kapykułów (tur. Kapıkulu Süvarileri) zwana jazdą sześciu dywizji (tur. Altı Bölük Halkı - ludzie sześciu regimentów, też tur. Bölük Halkı - ludzie regimentu) składała się z:
- spahisowie[a] (tur. kapıkulu sipahileri, pol. kawalerzyści) - Wysokiej rangi oddział przynależący do osobistej gwardii sułtana. W trakcie bitew stali bezpośrednio przy sułtanie.
- silahdarowie (tur. silahtar, pol. miecznicy)
- ulufedżijowie (tur. ulufeciler, pol. kontraktowi)[7] - Jednostkę ufundował w XIV wieku Kara Timurtaş Paşa(inne języki) i emir Murad I[9]. W trakcie bitwy stali za sipahami po dwóch stronach sułtana[7].
  - ulufedżijowie skrzydła lewego (tur. sol ulufeciler)
  - ulufedżijowie skrzydła prawego (tur. sağ ulufeciler)
- gurebowie (tur. garibler[10] / garipler, pol. obcy, znani także jako garibowie[potrzebny przypis])[7] - Wywodzili się z ochotników ghazich(inne języki) i zostali założeni w czasie gdy zakładano dywizję ulufedżijów[9]. Nazwa 'obcy' wynikała z ich pochodzenia z Anatolii lub Egiptu[7].
  - gurebowie skrzydła prawego (tur. sağ garipler)
  - gurebowie skrzydła lewego (tur. sol garipler)

Nie jest znana data założenia tych dywizji. Wiadomo że istniały w trakcie rządów Mehmeda II. Mimo potrojenia liczebności w XVI wieku liczebność tych jednostek była niewielka w stosunku do spahisów zwanych timariotami (tur. Tımarlı sipahiler). Z upływem czasu zaczęli przyjmować system timarów, często w ramach nagrody za służbę. Nadanie te pomagały balansować siłę timariotów, a od XVI wieku wiekszość lenn zaczęła należeć do kawalerzystów kapykułów. W okresie pokoju stacjonowali we wsiach w okolicy Adrianopola, Bursy i Izmitu, w okresie wojny stale byli u boku sułtana.
| Rok        | Rządy Mehmeda II      | 1527                     | 1567                      | 1607                      | koniec XVII w. | początek XVIII w. |
| ---------- | --------------------- | ------------------------ | ------------------------- | ------------------------- | -------------- | ----------------- |
| Liczebność | 600 / 600 / 700 / 400 | 1993 / 1587 / 1007 / 415 | 3331 / 2785 / 2546 / 2589 | 7805 / 7683 / 3448 / 1903 | 20844          | 22169             |

## Chanat Krymski
W Chanacie krymskim druga obok sejmenów formacja wojska stałego wyekwipowana w broń palną. Poza tym opłacana ze skarbca chanów w odróżnieniu od wspomnianych sejmenów.